# Joaquín de Churriguera
Joaquín de Churriguera, ou José Joaquin de Churriguera, est un sculpteur de retables et un architecte espagnol baroque, est né à Madrid le 20 mars 1674, et mort à Salamanque ou Plasencia le 30 septembre 1724.
Joaquín de Churriguera appartient à la famille de sculpteurs et d'architectes Churriguera. Il est le fils du sculpteur José Simón de Churriguera (mort en 1682), originaire de Barcelone établi à Madrid vers 1664, marié à María Ocaña, le frère de José Benito de Churriguera (1665-1725) et d'Alberto de Churriguera (1676-1750) et l'oncle de Manuel de Lara Churriguera. Ils ont créé le style baroque particulier à l'Espagne, le baroque churrigueresque.

## Biographie

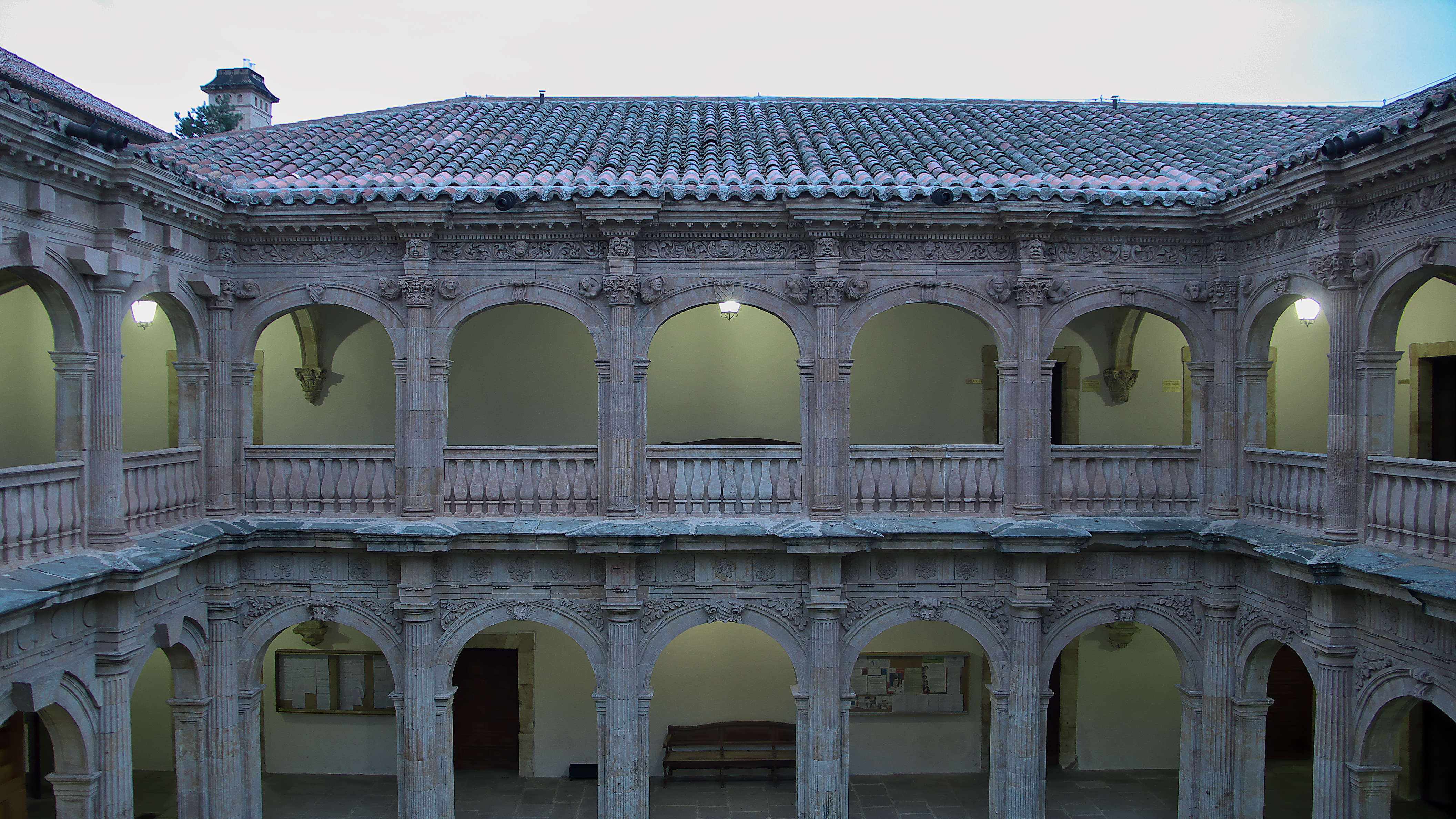
Hospedería del Colegio de San Bartolomé ou de Anaya
Salamanque

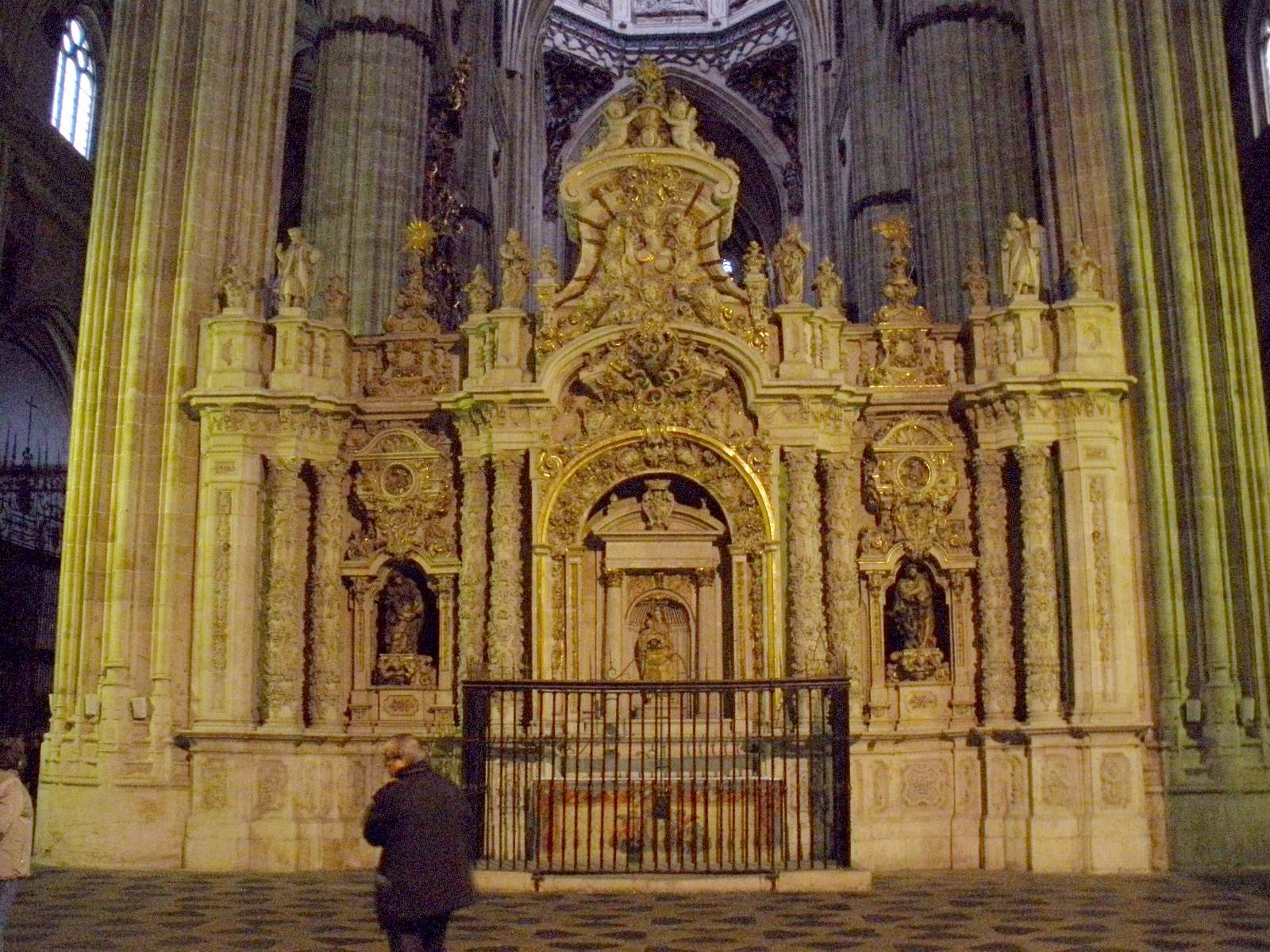
Retable de la clôture du chœur (trascoro)
Nouvelle cathédrale de Salamanque

José Benito de Churriguera a quitté Madrid et s'est installé à Salamanque en 1692. Son frère cadet mineur, Joaquín, l'a accompagné pour être son adjoint.
Dans les premières années du XVIIIe siècle, il a réalisé avec son frère José Benito les retables des collatéraux de l'église du convent de San Esteban de Salamanque. En 1702, il s'engage avec Pedro de Gamboa à réaliser le retable du maître-autel de l'église du couvent de Santa Clara de Salamanque. En 1705, il prend le contrat pour la réalisation du retable du maître-autel de l'église de la Trinidad Descalza de Salamanque, avec Sebastián Hernández et Andrés Magariños, et la même année il signe des contrats pour trois autres retables. En 1709 il travaille sur le retable du maître-autel de l'église du couvent de la Vera Cruz.
Vers 1713, il a été à Ávila pour prendre en charge la réalisation de l'autel-baldaquin pour recevoir l'urne de San Segundo, le patron de la cité, dans la chapelle qui lui est dédiée dans la cathédrale. La réalisation a duré jusqu'en 1716 et a été mis en place en 1723 quand Joaquín de Churriguera se rend à Ávila.
Il a été nomme maître d'œuvre de la nouvelle cathédrale de Salamanque en 1713. Il a entrepris la réalisation de la coupole et de la tour au-dessus de la croisée du transept (cimborrio) en 1714. Il a commencé la réalisation du retable qui ferme la clôture du chœur dans la nef (trascoro) et fait les plans de la clôture du chœur.
À sa mort, son frère Alberto est nommé maître d'œuvre de la nouvelle cathédrale et le reste jusqu'en 1738. Il termine les ouvrages commencés par son frère dans la cathédrale dont la coupole, en 1725, la tour de la croisée du transept et le retable du trascoro et assiste à la consécration de la cathédrale le 10 août 1733. La coupole et la tour de la croisée du transept sont très endommagées pendant le tremblement de terre de 1755 et ont été reconstruites en 1765 par Juan de Sagarvinaga.
Il a construit l'Hospedería del Colegio de San Bartolomé de Salamanque à partir de 1715.
En 1717, il a entrepris la construction du Colegio de la Orden Militar de Calatrava qui a été achevé par son frère Alberto.
Il est intervenu entre 1719 et 1723 sur l'église de San Pedro y San Ildefonso de Zamora où il travaille sur la tour et construit son portail occidental.
En 1724 il a commencé le retable de la cathédrale nouvelle de Plasencia qui est terminé en 1726 par son frère Alberto.